# Dieter Bohlen
Dieter Günter Bohlen hay gọi ngắn gọi là Dieter Bohlen (sinh ngày 7 tháng 2 năm 1954, Berne, Lower Saxony, gần Oldenburg) là một nhạc sĩ sáng tác, ca sĩ, nhạc công, nhà sản xuất, nhân vật truyền hình Đức. Bohlen được biết đến nhiều nhất cho vai trò của ông trong nhóm nhạc Modern Talking (cùng với Thomas Anders) trong thời kỳ 1983–1987 và 1998–2003.

## Sự nghiệp âm nhạc

### Các bản hit số 1 tại Đức
| Năm  | Tên                                     | Artist             |
| ---- | --------------------------------------- | ------------------ |
| 1984 | "You're My Heart, You're My Soul"       | Modern Talking     |
| 1984 | "You Can Win If You Want"               | Modern Talking     |
| 1984 | "Cheri, Cheri Lady"                     | Modern Talking     |
| 1985 | "Brother Louie"                         | Modern Talking     |
| 1985 | "Atlantis Is Calling (S.O.S. for Love)" | Modern Talking     |
| 1985 | "Midnight Lady"                         | Chris Norman       |
| 2003 | "We Have a Dream"                       | DSDS Allstars      |
| 2003 | "Take Me Tonight"                       | Alexander Klaws    |
| 2003 | "Free Like the Wind"                    | Alexander Klaws    |
| 2003 | "You Drive Me Crazy"                    | Daniel Küblböck    |
| 2003 | "Für Dich"                              | Yvonne Catterfeld  |
| 2004 | "Du hast mein Herz gebrochen"           | Yvonne Catterfeld  |
| 2007 | "Now or Never"                          | Mark Medlock       |
| 2007 | "You Can Get It"                        | Mark Medlock       |
| 2008 | "Summer Love"                           | Mark Medlock       |
| 2009 | "Anything but love"                     | Daniel Schuhmacher |
| 2010 | "Don't Believe"                         | Mehrzad Marashi    |
| 2011 | "Call My Name"                          | Pietro Lombardi    |
| 2012 | "Don't Think About Me"                  | Luca Hänni         |

## Các nghệ sĩ đã từng làm việc với Bohlen với tư cách nhà sản xuất
- Peter Alexander
- Thomas Anders
- Lory Bianco
- Roy Black
- Blue System
- Errol Brown
- C. C. Catch
- Yvonne Catterfeld
- Nino de Angelo
- Sarah Engels
- Anna Fantastic
- Millane Fernandez Millane Fernandez
- Engelbert Humperdink
- Ricky King
- Alexander Klaws
- Daniel Küblböck
- Pietro Lombardi
- Les McKeown
- Al Martino
- Mark Medlock
- Modern Talking
- Chris Norman
- Kevin Reinert
- Daniel Schuhmacher
- Ricky Shane
- Isabel Soares
- Touché
- Indiggo
- Bonnie Tyler
- Wildecker Herzbuben
- Luca Hänni
- Daniele Negroni